# 25609 Bogantes
25609 Bogantes (tên chỉ định: 2000 AA12) là một tiểu hành tinh vành đai chính. Nó được phát hiện bởi dự án Nghiên cứu tiểu hành tinh gần Trái Đất Lincoln ở Socorro, New Mexico, ngày 3 tháng 1 năm 2000. Nó được đặt theo tên Fabiola Bogantes Jimenez, a Costa Rican high school student whose electrical và mechanical engineering team project won second place ở the 2009 Giải thưởng Khoa học và Kỹ thuật Intel.